# Charles Brooking

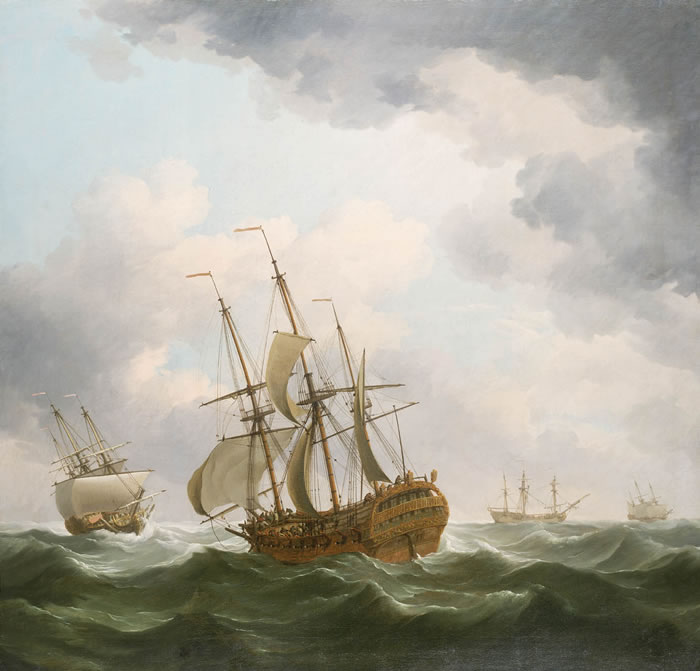
Navío en un vendaval, por Charles Brooking, (1759)

Charles Brooking(Nació en 1723 – Falleció en 1759) fue un pintor Inglés, que se especializó en la representación de escenas marinas. Extrañamente, la mayor parte de sus pinturas fueron realizadas durante los últimos seis años de su vida, es decir, desde 1753 hasta 1759. Sin embargo, sus primeras obras reconocidas son dos imágenes que representan a un barco en llamas y una escena del puerto a luz de la luna que firmó, con la inscripción de su edad (17) y con fecha del año 1740. 

## Sus primeros trabajos
Aunque empezó a ser reconocido como un «célebre pintor de obras marítimas», a partir del año 1752, cuando comenzó a trabajar para John Ellis (1710-1776), es evidente que ya realizaba trabajos de calidad unos doce años antes de esa fecha. Esta mención la hace Ellis sobre sus trabajos en su publicación de Historia Natural de los Coralinos (Natural History of the Corallines), editado en Londres en 1755. Es discutible decir que Ellis solo lo empleó como dibujante botánico, y que no reconoció a Charles como un habilidoso pintor hasta después de 1754. Sin embargo, un buen ejemplo de un trabajo realizado por Brooking mucho antes es una representación de un enfrentamiento bélico entre el Commodore Walker y una flota de barcos franceses, que se produjo el 23 de mayo de 1745, evento que ya había sido grabado y publicado con anterioridad por John Boydell en 1753. Actualmente, esta pintura se encuentra en el museo de Greenwich. A excepción de las pinturas de este tipo, que registran eventos históricos específicos, las primeras obras de Brooking son más difíciles de datar con mayor precisión, ni estilísticamente, ni por tema, ya que aún no se han examinado detenidamente en su desarrollo cronológico. 

## La influencia de Peter Monamy
En sus dos primeras obras se puede decir razonablemente que muestran una cierta influencia de Peter Monamy, pero ya mostraba fuertes signos de su estilo personal distintivo. Pronto se apartó de las tradiciones nativas del género marino, que incluía retratos oficiales de buques y navíos, aunque hay al menos un trabajo firmado por él, ahora en el Museo Marítimo de Greenwich, que retrata un buque realizado con los métodos tradicionales. Hay también un grupo de pinturas y grabados, firmados con la inscripción «Monamy» y fechado en torno a los años 1745-1750, pero cuyo estilo es más coherente con el de Brooking. Algunas de las impresiones son de temáticas idénticas y se pueden atribuir a cualquiera de los dos pintores, pero las técnicas para su realización permiten diferenciarlas entre sí.
Intrínsecamente los estilos de los dos pintores son muy diferentes. Brooking ha sido descrito como «literal», y Monamy como más «expresivo», aunque algunos de los atardeceres de Brooking también podrían muy bien ser descritos como «expresivos». Brooking prestaba una excepcional y cuidadosa atención a los detalles. Y demostró un profundo conocimiento de las prácticas marítimas y la arquitectura naval, así como su observación precisa y detallista del comportamiento del océano, las olas y el viento. Relatos de la época indican que habría pasado «mucho tiempo en el mar» y, ciertamente, era propietario de un pequeño yate. En sus primeros años es evidente que demostró gran capacidad como marino o posiblemente hasta como piloto, en los astilleros de Deptford. Algunas de sus obras, que se suponen de las últimas, ponen de manifiesto la influencia de Simon de Vlieger y Willem van de Velde el Joven. 

## Su Padre
Es muy probable que el padre de Brooking también se llamara Charles Brooking (1677-1738) según registros encontrados en el Hospital de Greenwich (Londres) entre 1729 y 1736, el cual era pintor y decorador. Charles Brooking (padre) provenía de Plymouth, Irlanda, y aunque no esté confirmado es probable que haya tomado a su hijo como aprendiz a la temprana edad de ocho años, es decir, alrededor de 1731. Aunque Brooking (hijo) es a veces descrito como «autodidacta», es evidente que enseñó a algunos otros pintores ingleses mucho menos autodidactas, como, por ejemplo, William Hogarth, sobre el cual el término autodidacta no se podría usar nunca. 

## Sus años más destacados
Una anécdota que se repite con frecuencia acerca de Brooking es que él trabajaba para un comerciante de pinturas en Leicester Square, Londres, el cual se aprovechó de él hasta su «descubrimiento» por el tesorero del Hospital Foundling, Taylor White. Esto recuerda la afirmación de George Vertue acerca de Monamy que sufrió una explotación similar por parte de «comerciantes» durante los últimos años de su vida. 

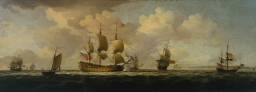
Velero contra el viento, by Charles Brooking, 1754

Brooking se hizo mucho más conocido en 1754, como resultado de su «descubrimiento» como artista cuando fue comisionado por el Hospital Foundling para pintar lo que ahora es su trabajo más emblemático titulado Barco Insignia bajo el viento de Easy Sail (A Flagship Before the Wind Under Easy Sail), tras lo cual fue elegido como Guardian de la institución. Esta pintura es una enorme pieza marítima realizada junto con otra similar, aunque de paradero desconocido, que se conoce como La flota en las gunas, de Peter Monamy. Es muy probable que existan algunas confusiones entre la pintura de Monamy y la pieza de Brooking, ya que en muchos relatos posteriores, como en la descripción de Flota en las Dunas, que al mirarla de cerca no se ajusta en nada a los trabajos realizados por Monamy, el cual estaba vinculado con el Hospital de Niños Expósitos. Por ello, y otras varias razones, no es imposible pensar que las pinturas cambiaran de artista, de Brooking a Monamy, bastante poco después de que Brooking la haya terminado. Se afirma que Dominic Serres recibió alguna breve instrucción por un tiempo de parte de Brooking. También se ha sugerido que Francisco Swaine fue uno de sus «alumnos», pero por la poca diferencia de edad entre los dos pintores, de apenas dos años, y dado que no hay ninguna evidencia visual de que Swaine haya usado las técnicas de Brooking en modo alguno, esta propuesta puede ser rechazada.

## Fallecimiento
Brooking falleció a causa de una tuberculosis el 25 de marzo de 1759, dejando a su familia en la miseria. 
Hoy en día, el Museo Nacional Marítimo en Greenwich, Londres, posee varias de sus obras.